# Var (dipartimento)
Il Var (forma italiana desueta Varo) è un dipartimento francese della regione Provenza-Alpi-Costa Azzurra (Provence-Alpes-Côte d'Azur). Il nome del dipartimento deriva dal fiume omonimo, il cui letto segnava il confine orientale del dipartimento fino al 1860, quando fu creato il dipartimento delle Alpi Marittime, che tolse una parte del territorio (compresa la zona fluviale) al dipartimento.
Il territorio del dipartimento confina con i dipartimenti: Bocche del Rodano (Bouches-du-Rhône) a ovest, Vaucluse a nord-ovest, Alpi dell'Alta Provenza a nord e Alpi Marittime (Alpes-Maritimes) a est. A sud è bagnato dal Mar Mediterraneo.
È l'unico dipartimento francese che prende il nome da un elemento geografico non facente parte del territorio.

## Storia amministrativa

### XVIII secolo
Il dipartimento è stato creato durante la Rivoluzione francese, il 4 marzo 1790, in applicazione della legge del 22 dicembre 1789, a partire dal territorio della provincia di Provenza.
Il suo capoluogo fu Tolone, ma dopo il tradimento della città, offertasi alla Gran Bretagna, per un breve periodo di tempo Grasse (1793 - 1795) ricoprì tale ruolo, seguita da Brignoles (1795 - 1797) e poi da Draguignan (dal 1797) per circa due secoli. Tolone ritornò a essere capoluogo dipartimentale solo nel 1974.

### XIX secolo
Nel 1815, in seguito alla sconfitta di Napoleone a Waterloo, il dipartimento fu occupato dalle truppe austriache fino al 1818. 
Con l'annessione dell'ex provincia sabauda di Nizza e la creazione del dipartimento delle Alpi Marittime nel 1860, l'arrondissement di Grasse fu staccato e accorpato a quest'ultimo.